# Teodora Lebenthal
Teodora Jadwiga Lebenthal, również jako Dora Lebenthal (ur. 1879 lub 1884 lub 1885, zm. 22 stycznia 1942 w Iłży) – polska lekarka (dermatolog) pochodzenia żydowskiego, kochanka poety Bolesława Leśmiana.

## Życiorys
Była córką Jakuba i Cecylii z Goldszomów. Dokładnej daty jej urodzenia nie można ustalić ze względu na brak większości metryk z gmin wyznania mojżeszowego z 1885. Według różnych dokumentów mogła urodzić się w 1879, 1884 lub 1885. 
Leśmiana poznała w 1917 roku na wakacjach w Iłży (poeta został tam zaproszony przez ich wspólną krewną Celinę Sunderland). Z inspiracji tą miłością poeta stworzył erotyk W malinowym chruśniaku..., a Dora przeszła na katolicyzm 15 września 1920, licząc początkowo na małżeństwo z Leśmianem. Nigdy nie wzięli ślubu – Leśmian do końca pozostał w związku małżeńskim z malarką Zofią z Chylińskich Leśmianową.
Wobec znacznych problemów finansowych Leśmiana, Dora wsparła go finansowo (według niektórych źródeł sprzedała swoje mieszkanie przy ul. Marszałkowskiej 148 w Warszawie wraz z całym umeblowaniem oraz wyposażeniem gabinetu lekarskiego) i podjęła pracę za niewielką pensję w szpitalu św. Łazarza. 
Związek z Leśmianem trwał 20 lat – do jego śmierci. Według legendy, przy wyprowadzaniu trumny poety z kościoła do karawanu, nie pozwoliła jego rodzinie (żonie i córkom) wsiąść do karawanu i sama pojechała w ostatnią drogę z trumną na cmentarz.
W 1940 roku wyjechała do Iłży wraz z Celiną Sunderland, uciekając przed zamknięciem w warszawskim getcie. Opuszczona przez nią wynajęła pokój u nauczycielki, Józefy Waysowej. Otrzymała pracę w szpitalu św. Ducha, gdzie lecząc najbiedniejszych zaraziła się tyfusem i zmarła. Została pochowana na cmentarzu w Iłży.

## Postać Teodory Lebenthal w utworach i publikacjach
W filmie fabularnym pt. Leśmian z 1990 w reżyserii Leszka Barona ukazana została m.in. relacja poety i Dory Lebenthal, w rolę której wcieliła się aktorka Iwona Katarzyna Pawlak.
Dorota Samborska-Kukuć w artykule Korekty i uzupełnienia do biografii Teodory (Dory) Lebenthal dowodzi wielu przekłamań związanych z biografią lekarki. Badaczka, docierając do dokumentów źródłowych, analizuje poszczególne niejasności wynikłe po części z nieprzychylności kuzyna poety, Jana Brzechwy, oraz córki Leśmiana, Marii Ludwiki Mazurowej.